# Robert Kennicutt
Robert C. Kennicutt, Jr. (* 4. September 1951 in Baltimore, Maryland) ist ein US-amerikanischer Astronom. Er ist Plumian Professor of Astronomy an der Universität Cambridge.
Kennicutt studierte Physik am Rensselaer Polytechnic Institute in Troy, New York. Er erhielt dort 1973 den Bachelor. 1976 schloss er das Astronomie-Studium an der University of Washington mit dem Master-Titel ab. An derselben Universität wurde er auch 1978 zum Ph. D. promoviert. Danach war er unter anderem am Hale-Observatorium und am CalTech sowie an der University of Minnesota und der University of Arizona tätig. 1983 erhielt er ein Forschungsstipendium der Alfred P. Sloan Foundation (Sloan Research Fellowship). 2005 ging er an die University of Cambridge.
Von 1999 bis 2006 war er Chefredakteur des Astrophysical Journal.
2001 wurde Kenicutt in die American Academy of Arts and Sciences gewählt, 2006 in die National Academy of Sciences. 2007 wurde er mit dem Dannie-Heineman-Preis für Astrophysik ausgezeichnet, 2009 erhielt er den Gruber-Preis für Kosmologie. 2011 wurde er zum Mitglied der Royal Society gewählt. Für 2019 wurden ihm die Goldmedaille der Royal Astronomical Society, der NAS Award for Scientific Reviewing und die Van Vleck Lecture zugesprochen.
Seine Forschungsgebiete sind die Struktur und Entwicklung von Galaxien und die Sternentstehung in Galaxien.
Auf Kennicutt geht die empirische Kennicutt-Schmidt-Beziehung zurück, welche die (Oberflächen-)Dichte von neutralem Gas in der Galaxie mit der Sternentstehungsrate verbindet.